# Wyhoda (obwód odeski)
Wyhoda – wieś na Ukrainie, w obwodzie odeskim, w rejonie bielajewskim. W 2001 roku liczyła 4010 mieszkańców.